# Референдум в Северной Ирландии (1973)
Референдум о суверенитете Северной Ирландии 1973 года (англ. Northern Ireland sovereignty referendum of 1973), известный как Пограничный опрос (англ. Border Poll) — референдум о статусе Северной Ирландии, состоявшийся 8 марта 1973 на территории Северной Ирландии. На референдуме ставился вопрос: должна ли остаться Северная Ирландия в составе Великобритании или воссоединиться с Республикой Ирландия. Это был первый крупный референдум в истории Великобритании.

## Перед референдумом
За сохранение Северной Ирландии в составе Великобритании выступали партии унионистов, в том числе Североирландская лейбористская партия и партия «Альянс», однако последняя относилась скептически и весьма критически к идее референдума. Несмотря на то, что Альянс выступал в поддержку проведения референдумов в стране, он считал, что необходимо провести и ряд дополнительных опросов (например, о поддержке идеи Белой книги), чтобы не допустить разжигания межрелигиозной розни.
23 января 1973 Социал-демократическая и лейбористская партия призвала своих членов «полностью бойкотировать референдум и отклонить это безответственное решение Правительства Великобритании». Председатель партии Джерри Фитт заявил, что организовал бойкот только с целью избежать насилия. Лидеры были готовы к тому, что в день выборов начнутся беспорядки на национально-религиозной почве, вследствие чего разместили два мобильных участка для голосования, которые могли быстро перебраться из одного здания в другое, если в изначальном месте для голосования была бы обнаружена бомба.
Уже за два дня до референдума гвардеец Антон Браун из 2-го батальона Колдстримского гвардейского полка был застрелен в Белфасте во время обысков военными домов на наличие оружия или взрывчатки, которые кто-либо мог использовать для срыва голосования.

## Результаты

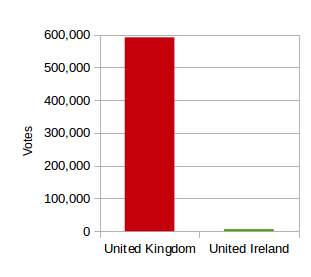
Итоги референдума

Избирателям задавали два вопроса, на один из которых им нужно было дать положительный ответ. Ответ «Да» на один из вопросов означал автоматический ответ «Нет» на другой вопрос. Формулировка вопросов была следующей:
1. «Хотите ли вы, чтобы Северная Ирландия осталась в составе Соединённого Королевства?» (англ. «Do you want Northern Ireland to remain part of the United Kingdom?»)
2. «Хотите ли вы, чтобы Северная Ирландия воссоединилась с Республикой Ирландия за пределами Соединённого Королевства?» (англ. «Do you want Northern Ireland to be joined with the Republic of Ireland outside the United Kingdom?»)

| Выбор                       | Голосов | Процентов |
| --------------------------- | ------- | --------- |
| Ответ «Да» на первый вопрос | 591 820 | 98,9 %    |
| Ответ «Да» на второй вопрос | 6463    | 1,1 %     |

- Избирателей всего: 1 030 084 (на 1973 год)
- Всего голосов: 604 256 (58,66 % избирателей)
- Действительные голоса: 598 283 (99,01 % всех голосов)
- Недействительные голоса: 5973 (0,99 % всех голосов)
- Не участвовали в выборах: 425 828 (41,34 % избирателей)

Почти все избиратели, пришедшие на выборы, проголосовали за сохранение Северной Ирландии в составе Великобритании (57,5 % от всех избирателей). Решение националистов бойкотировать плебисцит привело к тому, что сторонники интеграции с Ирландией потеряли почти половину электората. Согласно данным Би-би-си, менее 1 % избирателей-католиков по вероисповеданию пришли на выборы.

## Реакция
Правительство Великобритании абсолютно не отреагировало на результаты референдума, и после этого 28 июня состоялись выборы в Ассамблею Северной Ирландии. Премьер-министр Северной Ирландии Брайан Фолкнер заявил, что результат «не оставил ни у кого сомнений в истинных желаниях жителей Ольстера. Несмотря на предпринятый бойкот некоторыми людьми, почти 600 тысяч избирателей проголосовали за сохранение союза с Великобританией». Также Фолкнер заявил, что четверть католиков Северной Ирландии, которые голосовали на выборах, поддержали статус-кво, а результат референдума стал ударом по самолюбию Ирландской Республиканской Армии.